# Achim Irimescu
Achim Irimescu (ur. 24 kwietnia 1958 w Horezu) – rumuński urzędnik państwowy i ekonomista, w latach 2015–2017 minister rolnictwa i rozwoju wsi.

## Życiorys
W latach 1978–1983 studiował inżynierię mechaniczną w Instytucie Politechnicznym w Bukareszcie. Odbył kursy z zakresu zarządzania, języków francuskiego i angielskiego oraz polityki rolnej, a także praktykę w Komisji Europejskiej. Obronił doktorat z ekonomiki rolnictwa na Akademii Studiów Ekonomicznych w Bukareszcie. Pracował początkowo w fabryce urządzeń chemicznych i w instytucie naukowo-badawczym zajmującym się rolnictwem. Następnie od 1990 do 1998 był doradcą ministra rolnictwa. W latach 1998–2012 pracował w stałym przedstawicielstwie Rumunii przy Unii Europejskiej jako kierownik sekcji rolnictwa. Od 2012 do 2014 był sekretarzem stanu w resorcie rolnictwa, następnie powrócił do przedstawicielstwa w Brukseli.
17 listopada 2015 objął stanowisko ministra rolnictwa i rozwoju wsi w rządzie Daciana Cioloșa. Zakończył pełnienie tej funkcji wraz z całym gabinetem w styczniu 2017, następnie został ministrem pełnomocnym w stałym przedstawicielstwie Rumunii przy UE.
Za udział w negocjacjach akcesyjnych z Unią Europejską wyróżniono go Orderem Zasługi Rolniczej w klasie oficera oraz Orderem Zasługi Dyplomatycznej w klasie oficera.

## Życie prywatne
Żonaty, ma dwoje dzieci.